# Тийл/Смол параметри
Тийл/Смол (на английски: Thiele/Small, T/S) са параметри от електромеханиката, които определят показателите на високоговорителите в нискочестотния диапазон на слуховото усещане. Обикновено, T/S показателите за ниските честоти на високоговорителя се предоставят от производителят, но могат да бъдат и измерени. Много от параметрите са строго определени само въз основа на резонансната честота.
Наречени са по името на пионерите в областта на този вид анализ, А. Невил Тийл (A. Neville Thiele) от Australian Broadcasting Commission, и Ричард Смол (Richard H. Small) от Университета в Сидни.

## Основни механични параметри при слаб сигнал
Това са физическите параметри на високоговорителя, които се измерват със слаб сигнал, като са използвани в еквивалентните на електрическа верига. Някои от тези стойности не е нито лесно, нито удобно за измерване в завършен високоговорител така, че при проектирането на тонколони се използват съществуващите мерки на говорителя (както се прави почти винаги).
- Sd – Площ на мембраната в м2.
- Mms – Маса на мембраната включително акустичния товар (задвижвания въздух) в кг.
- Cms – Омекотяване на вибрациите на мембраната в N/м.
- Rms – Механично съпротивление на омекотяване вибрациите на мембраната в N·s/m
- Le – Индуктивност на намотката в mH измерена при 1kHz
- Re – Съпротивление на намотката на говорителя в Ω
- Bl – Коефициент на електромеханичната сила в T∙m (Индукцията на магнитното поле в отвора на бобината на говорителя, умножена по дължината на проводника ѝ.

## Параметри при слаб сигнал
Тези стойности могат да се определят чрез измерване на пълното входно съпротивлението на високоговорителя, някъде около резонансната честота, при подаване на слаб сигнал, при които механичното поведение на говорителя е линейно ефективно (т.е. пропорционално на своите разходи). Тези стойности се измерват по-лесно от основните по-горе.
- Fs – Резонансна честота на мембраната говорителя.

{\displaystyle F_{\rm {s}}={\frac {1}{2\pi \cdot {\sqrt {C_{\rm {ms}}\cdot M_{\rm {ms}}}}}}}
- Qes – Електрически Q-фактор при честота Fs

{\displaystyle Q_{\rm {es}}={\frac {2\pi \cdot F_{\rm {s}}\cdot M_{\rm {ms}}\cdot R_{\rm {e}}}{(Bl)^{2}}}}
- Qms – Механически Q-фактор при честота Fs

{\displaystyle Q_{\rm {ms}}={\frac {2\pi \cdot F_{\rm {s}}\cdot M_{\rm {ms}}}{R_{\rm {ms}}}}}
- Qts – Общ Q-фактор при честота Fs

{\displaystyle Q_{\rm {ts}}={\frac {Q_{\rm {ms}}\cdot Q_{\rm {es}}}{Q_{\rm {ms}}+Q_{\rm {es}}}}}
- Vas – Еквивалентен обем в (м3). (Количество от въздух, което под въздействието на повърхността на мембраната Sd, съответства на омекотяване на вибрациите на мембраната.)

{\displaystyle V_{\rm {as}}=\rho \cdot c^{2}\cdot S_{\rm {d}}^{2}\cdot C_{\rm {ms}}}
където ρ е плътността на въздуха (1.184 kg/m3 при 25 °C), а c е скоростта на звука (346.1 m/s при 25 °C)

## Параметри при силен сигнал
Тези параметри са полезни при предвиждане на приблизително вярната мощност при високи входни нива на един високоговорител макар че те са доста трудни за точно измерване.
- Xmax – Максимален линеен пик на хода на мембраната (в мм). Имайте предвид, че поради механични проблеми, движението на мембраната на говорителя става нелинейно с големи вредни ходове, особено тези, които надвишават този параметър.
- Xmech – Максимален физически ход на мембраната до започване на вредните ходове. С достатъчно силен входен сигнал, хода на мембраната ще доведе до увреждане на намотката или другите движещи се части на говорителя.
- Pe – Топлинна мощност на високоговорителът, в W. Тази стойност е трудно да се характеризира и често се надценява, не само от производителите.
- Vd – Максимално изместване на обем, изчислено от израза Vd = Sd·Xmax